# 阿列克西伊夫卡 (伏林州)
阿列克西伊夫卡（羅馬化：Oleksiivka）是烏克蘭西部沃倫州卡明-卡希尔斯基区卡明-卡希尔斯基市镇内的村落。面積1.28平方公里，海拔高度152米，2001年人口562，人口密度每平方公里438.04人。